# Rävlanda
Rävlanda – miejscowość (tätort) w Szwecji, w regionie administracyjnym (län) Västra Götaland, w gminie Härryda.
Według danych Szwedzkiego Urzędu Statystycznego liczba ludności wyniosła: 1522 (31 grudnia 2015), 1538 (31 grudnia 2018) i 1554 (31 grudnia 2019).